# الملازم السيئ ميناء الدعوة - نيو أورليانز
الملازم السيئ ميناء الدعوة - نيو أورليانز هو فيلم جريمة تم إنتاجه في الولايات المتحدة وصدر في سنة 2009. الفيلم من إخراج فرنر هرتزوغ من بطولة نيكولاس كيج وإيفا ميندز وجينيفر كوليدج وفال كيلمر وبراد دوريف.

## القصة
بطل الفلم نيكولاس كيج وهو في القصة ملازم سيئ اذ انه مدمن على الكحول والقمار وله حبيبه تعمل في الدعارة ووالده وزوجه والده مدمنان كحول ويقوم بطل الفلم بمطارده عصابه قتلت عائله سنغاليه مكونه من خمس افراد ولا يوجد دليل فيحاول ان يجد دليل ولكنه لا يستطيع وتكثر ديونه بسبب المقامرة ويتعرض للمشاكل أيضا بسبب حبيبته فينقلها عند والده وزوجه والده اذ انها تتعرض للمطارده من عصابه بسبب عدم رضا الزبون، وتأخذ منه شارته ومسدسه وينتقل للعمل في مستودع الشرطة للادله حيث يوجد مخدرات لتعاطيها ويصبح يجمع معلومات للعصابه التي كان يحاول الإيقاع بهمم ويعمل معهم ويعطونه اموال مقابل وشايته بالشرطة وبعدها تحاول العصابة التخلص منه لكنها لا تستطيع خوف من ان تفقده الشرطة وتبحث عندهم ويستمر معهم إلى ان يجد الدليل وينقلب عليهم فيخبر الشرطة وتقبض عليهم ويسجنون بقضيه القتل، ويترفع إلى رتبه نقيب ويتزوج حبيبته لكنه لا يترك المخدرات اذ يستمر في تعاطيها

## الميزانية والإيرادات
بلغت تكلفة إنتاج الفيلم حوالي 25 مليون دولار بينما حقق إيرادات تقدر بـ 10.6 مليون دولار.

## وصلات خارجية
- الملازم السيئ ميناء الدعوة - نيو أورليانز على موقع IMDb (الإنجليزية)
- الملازم السيئ ميناء الدعوة - نيو أورليانز على موقع ميتاكريتيك (الإنجليزية)
- الملازم السيئ ميناء الدعوة - نيو أورليانز على موقع روتن توميتوز (الإنجليزية)
- الملازم السيئ ميناء الدعوة - نيو أورليانز على موقع نتفليكس (الإنجليزية)
- الملازم السيئ ميناء الدعوة - نيو أورليانز على موقع قاعدة بيانات الأفلام العربية
- الملازم السيئ ميناء الدعوة - نيو أورليانز على موقع ألو سيني (الفرنسية)
- الملازم السيئ ميناء الدعوة - نيو أورليانز على موقع Turner Classic Movies (الإنجليزية)
- الملازم السيئ ميناء الدعوة - نيو أورليانز على موقع أول موفي (الإنجليزية)
- الملازم السيئ ميناء الدعوة - نيو أورليانز على موقع بوكس أوفيس موجو (الإنجليزية)
- الملازم السيئ ميناء الدعوة - نيو أورليانز على موقع فيلمافينيتي (الإسبانية)